# Asteromata
Asteromata (griechisch Αστερομάτα Asteromáta, deutsch ‚Sternenaugen‘) ist ein griechischsprachiges Lied, das von Klavdia Papadopoulou interpretiert wurde. Sie komponierte es mit dem Kollektiv Arcade. Mit dem Titel vertrat sie Griechenland beim Eurovision Song Contest 2025 in Basel.

## Hintergründe
Am 10. Januar 2025 wurde Klavdia als Teilnehmerin von Ethnikos Telikos bekanntgegeben, der griechischen Vorentscheidung für den kommenden Eurovision Song Contest. Das von ERT ausgestrahlte Finale am 30. Januar konnte sie mit 44 Punkten knapp gewinnen, wobei die Höchstpunktzahl von den Zuschauern kam.
Asteromata wurde von dem Team Arcade getextet, komponiert wurde das Lied gemeinsam mit Klavdia.

## Inhaltliches
Der griechischsprachige Titel ist ein Lied mit starken elektronischen Beats und folkloristischen Einflüssen. Er besteht aus zwei Strophen, die von einem Refrain getrennt sind.
Inhaltlich thematisiert der Titel Flucht und Vertreibung, weiterhin diente der Bevölkerungsaustausch zwischen Griechenland und der Türkei als Quelle der Inspiration. Klavdia erläuterte, dass ihre Familie selbst pontischer Herkunft sei und ihre Großmutter über ihre Geschichte der Flucht berichtete, bevor sie in die Sowjetunion auswanderten.

## Veröffentlichung
Der Titel wurde am 31. Januar 2025 als Musikstream veröffentlicht. Am 12. März erschien ein Playmen & Valeron Remix. Das Musikvideo erschien am 14. März. Es wurde von Georgis Mpenioudakis gedreht.

## Beim Eurovision Song Contest

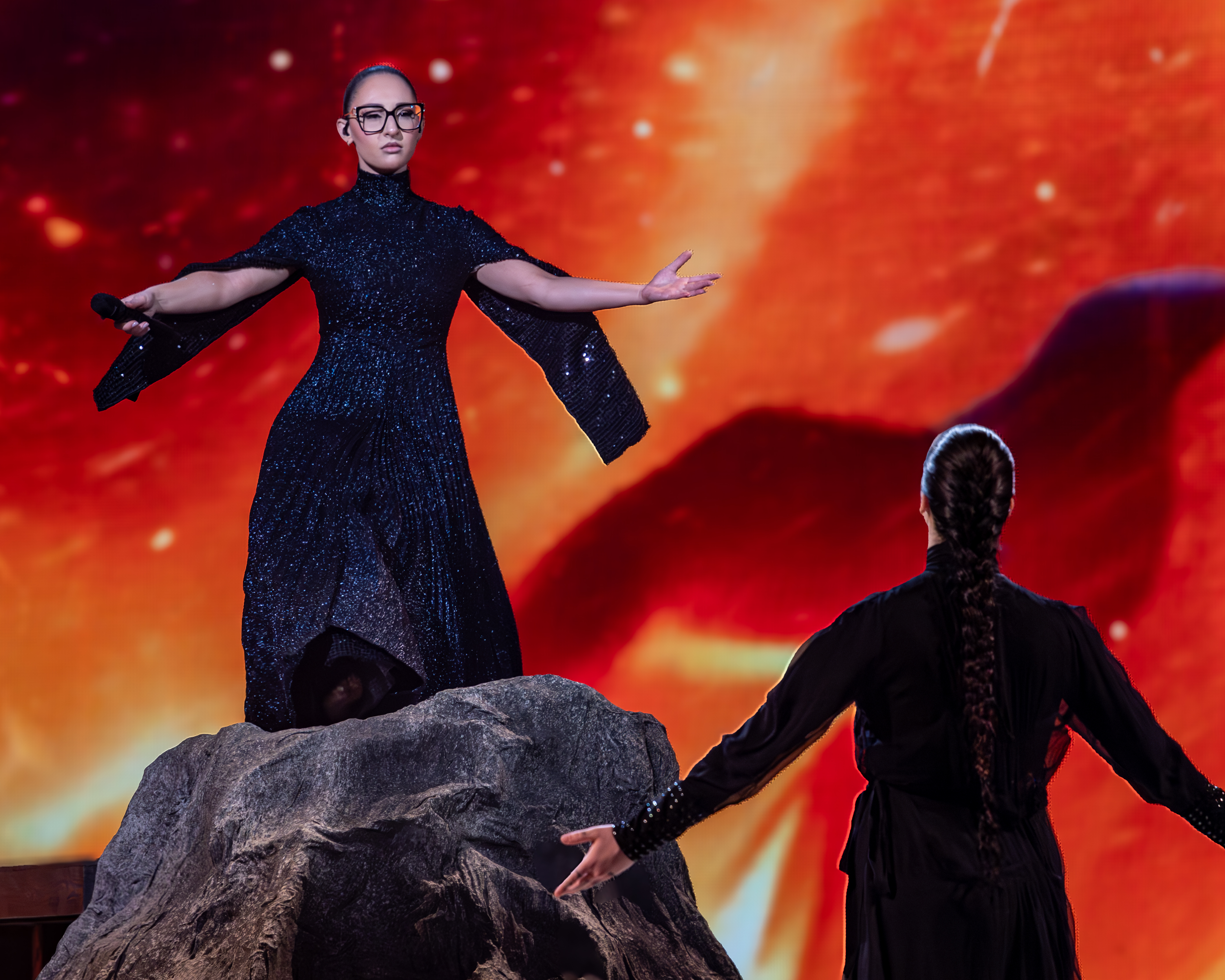
Klavdia beim Eurovision Song Contest

Mit dem Titel nahm Griechenland am Eurovision Song Contest teil. Das Land trat hierbei mit Startnummer 17 im zweiten Halbfinale am 15. Mai 2025 an. Die Bühnenperformance wurde von Fokas Evangelinos entwickelt. Griechenland konnte sich hierbei erfolgreich für das Finale qualifizieren, in welchem es die Startnummer 17 erhielt. Dort erreichte es mit 231 Punkten einen sechsten Platz.

## Chartplatzierungen
| ChartsChartplatzierungen | Höchstplatzierung | Wochen |
| ------------------------ | ----------------- | ------ |
| Schweiz (IFPI)           | 43 (1 Wo.)        | 1      |